# Małkowice (województwo dolnośląskie)
Małkowice – wieś w Polsce położona w województwie dolnośląskim, w powiecie wrocławskim, w gminie Kąty Wrocławskie.
W latach 1954–1961 wieś należała i była siedzibą władz gromady Małkowice, po jej zniesieniu w gromadzie Smolec. W latach 1975–1998 miejscowość administracyjnie należała do województwa wrocławskiego.

## Opis
Małkowice liczą ok. 550 mieszkańców. Znajdują się tu dwa sklepy, Ochotnicza Straż Pożarna i szkoła podstawowa, do której uczęszczają dzieci z: Małkowic, Bogdaszowic, Romnowa, Skałki i Samotworu. 
Wieś ma połączenie z Wrocławiem. Dojeżdża tu prywatna firma transportowa "Just Car". 1,7 km od Małkowic znajduje się stacja PKP. 
Przez zachodni kraniec wsi przepływa rzeka Bystrzyca.

## Zabytki
Do wojewódzkiego rejestru zabytków wpisane są:
- kościół parafialny pw. Świętej Trójcy, gotycki murowany, zbudowany około 1400 r. na miejscu starszego z XIII w. W 1680 r. częściowo przebudowany, a w drugiej połowie wymieniono wystrój wnętrza na barokowy. Zachowały się sklepienia gotyckie i gotyckie epitafium
  - cmentarz przykościelny
  - ogrodzenie, kamienne
- zespół klasztorno-opiekuńczy elżbietanek, ul. Klasztorna 1:
  - klasztor z kaplicą, z lat 1912-13, później dom dziecka, obecnie należący do Caritasu
  - budynek gospodarczy, obecnie hydrofornia, z 1913 r.
  - dom mieszkalny obsługi zakładu, ul. Klasztorna 1c, z 1913 r.
- zespół pałacowy, z połowy XIX w.:
  - pałac
  - stajnia z częścią mieszkalną
  - park.

## Galeria

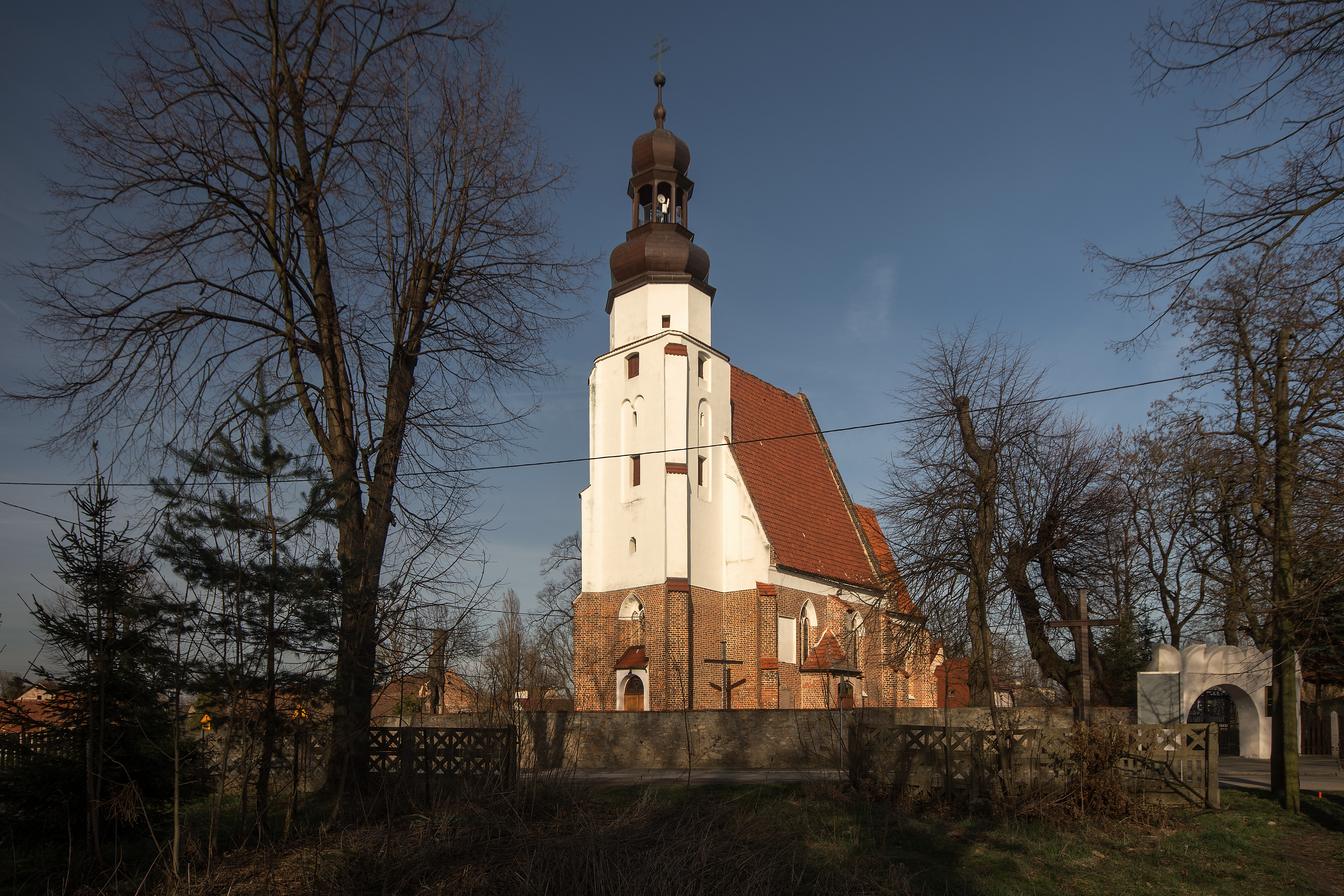
Kościół Trójcy Świętej
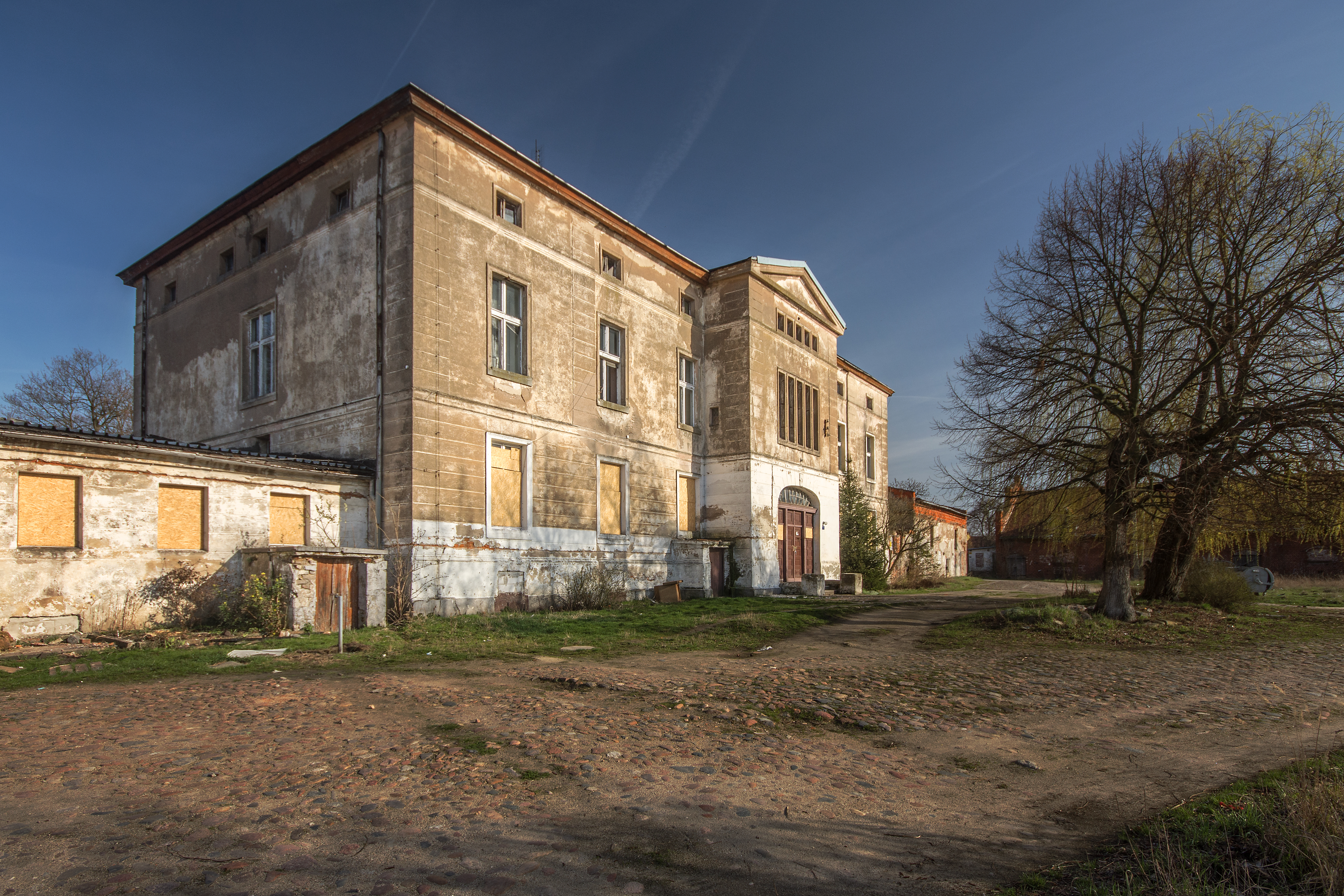
Pałac
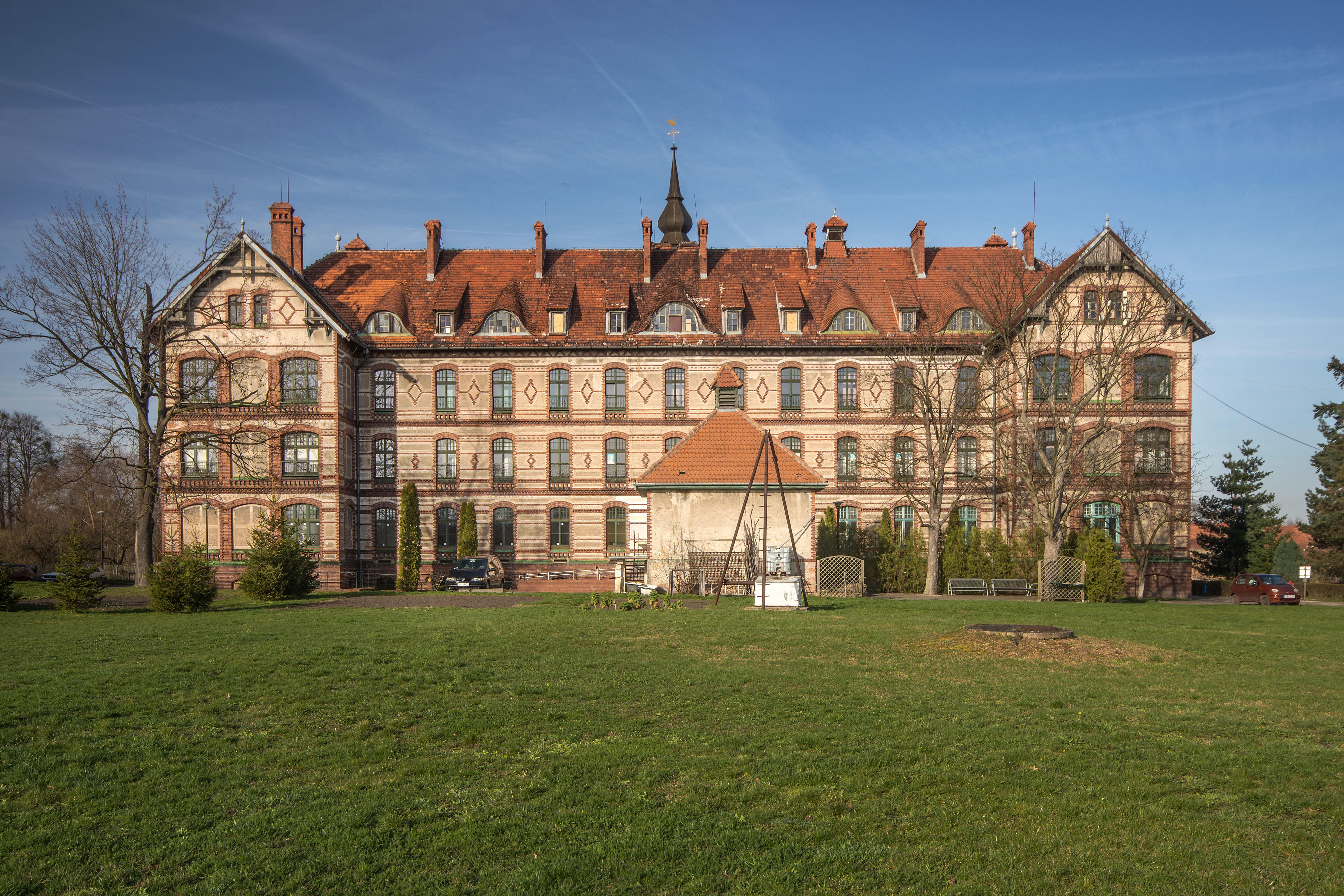
Dawny klasztor elżbietanek